# Айнабулак (Зайсанський район)
Айнабула́к (каз. Айнабұлақ) — село у складі Зайсанського району Східноказахстанської області Казахстану. Адміністративний центр Айнабулацького сільського округу.
Населення — 1844 особи (2021; 1519 у 2009, 1894 у 1999, 1726 у 1989).
Національний склад станом на 1989 рік:
- казахи — 100 %